# Lithobius lucifugus
Lithobius lucifugus – gatunek parecznika z rzędu drewniakokształtnych i rodziny drewniakowatych. Zamieszkuje Europę i zachód Azji. Preferuje tereny górskie.

## Taksonomia
Gatunek ten opisany został po raz pierwszy w 1862 roku przez Ludwiga C.C. Kocha. Miejscem typowym jest Bolzano we Włoszech. Karl Wilhelm Verhoeff w latach 30. XX wieku wyróżnił w jego obrębie 4 podgatunki, które obecnie traktowane są jako synonimy. Najbardziej zbliżonym wyglądem gatunkiem jest L. tatricus.

## Morfologia
Parecznik o ciele osiągającym od 10 do 20,5 mm długości. Wierzch ciała ma błyszczący, o ubarwieniu od jasnożółtego przez bursztynowe po rdzawoczerwone, często z ciemniejszą smugą przez środek, natomiast przód i boki głowy są rdzawo- do pomarańczowożółtych.
Długość głowy równa się jej szerokości lub jest od niej nieco mniejsza; jest ona 1,2 raza szersza od pierwszego tergitu tułowia. Krótkie czułki zbudowane są z 29–50 członów i sięgają do trzeciego tergitu tułowia. Po bokach głowy występuje od 18 do 25 par jasnych oczu prostych (jedno większe od pozostałych), ściśle upakowanych w czterech do sześciu nieregularnych rzędach. Zaokrąglony narząd Tömösváry’ego ma średnicę nieco większą niż sąsiadujące z nim oko proste lub jemu równą.
Coxosternum ma głębokie nacięcie środkowe, dwie lub więcej par ostrych zębów, parę delikatnych porodontów oraz rozszerzone krawędzie boczne. Powierzchnia tergitów jest gładka i pozbawione są one wyrostków tylno-bocznych; IX, XI i XIII z nich mają tylne brzegi zaokrąglone lub tępe; niekiedy XIII z lekkim wydłużeniem.
Odnóża wszystkich par mają wyraźnie dwuczłonowe stopy. Pierwszych czternaście par odnóży ma pazurki dodatkowe, natomiast ostatnia ma pazur pojedynczy. Pary odnóży od dwunastej do piętnastej mają przy biodrach od 4 do 7 porów koksalnych o kształcie okrągłym, owalnym lub wydłużonym. Ostatnia para odnóży ma biodro pozbawione kolca bocznego, a na goleni charakterystyczny kolec środkowy po stronie brzusznej.
Gonopody samca są dwuczłonowe, zaopatrzone w 2–4 szczecinki na członie podstawowym i 1 na wierzchołkowym. Gonopody samicy są trójczłonowe, zwieńczone pazurkiem z trzema ząbkami; pierwszy ich człon jest pozbawiony kolców, drugi ma od 4 do 7 kolców, a trzeci od 1 do 3 kolcowatych szczecin po stronie grzbietowej. Każdy z gonopodów samicy ma ponadto dwie ostrogi.

## Ekologia i występowanie
Gatunek zachodniopalearktyczny, głównie europejski. Wykazany został z Wielkiej Brytanii, Francji, Szwajcarii, Austrii, Niemiec, Szwecji, Łotwy, Litwy, Polski, Czech, Słowacji, Białorusi, Ukrainy, Węgier, północnych Włoch, Słowenii, Chorwacji, Bośni i Hercegowiny, Czarnogóry, Albanii, Rumunii, Bułgarii, Grecji, europejskiej części Rosji oraz europejskiej i azjatyckiej części Turcji.
W europejskiej części Rosji gatunek L. lucifagus jest szeroko rozprzestrzeniony, na wschód sięgając Uralu, a na południe Kaukazu. Występowanie gatunku w Polsce stwierdzono w 2002 roku na podstawie pojedynczego samca znalezionego w Magurskim Parku Narodowym, w Beskidzie Niskim.
Parecznik ten preferuje rejony górskie, występując w nich od lasów reglowych przez piętro subalpejskie po alpejskie.